# Bosque de San Juan de Aragón
El bosque de San Juan de Aragón es un parque público de la Ciudad de México. Es una de las áreas verdes más importantes de ese sitio y se encuentra ubicado en la alcaldía Gustavo A. Madero. Fue creado en 1964 y cuenta con una extensión aproximada de 162 hectáreas, 114 de ellas conformadas por áreas verdes, y el resto distribuidas en las diversas áreas culturales y recreativas  como el lago, el centro de convivencia infantil, la pista de patinaje, el teatro al aire libre, la sala de proyecciones y el balneario popular. Este pulmón del área metropolitana registra una afluencia de 3.5 millones de visitantes al año y el 12 de diciembre de 2008 fue declarado área de valor ambiental por el gobierno capitalino.
Pese al deterioro que presenta en distintos aspectos, es punto de reunión de muchas familias los fines de semana, deportistas todos los días e incluso aves migratorias como los patos que llegan cada año al lago del Bosque de Aragón remanentes de aquellas grandes migraciones que se daban en este lugar cuando toda esta área conformaba el lago de Texcoco.
A partir de 2015 el gobierno capitalino inició una remodelación del bosque, incluyendo el corte de césped, construcción de un skatepark, remodelación del área de comida y cada fin de semana se presentan actividades culturales.

## Historia
Entre 1713 y 1754, los tlaltelolcas rentaron sus terrenos localizados al poniente del lago de Texcoco al Capitán de corazas Blas López de Aragón, sevillano de origen, el cual mandó a construir lo que posteriormente fue nombrada la “Hacienda Santa Ana”. A la muerte de López de Aragón, la administración quedó en manos del Marqués del Jaral de Berrio, Miguel de Berrio y Saldivar, el cual sustituyó el nombre de la hacienda por el título de “Hacienda de Aragón”, en honor de su fundador.
El 13 de septiembre de 1857 el presidente Ignacio Comonfort promulgó decreto por el cual se reconoce la existencia legal del pueblo de Aragón, al cual se le anexó el nombre de San Juan, referido al Santo que se festeja en esa fecha “San Juan Crisóstomo” y se fundó el pueblo llamado San Juan de Aragón. La hacienda fue fraccionada y al finalizar la gesta revolucionaria (1917), se realizó la distribución de tierras a los campesinos, tomando un carácter ejidal los terrenos repartidos y el 7 de diciembre de 1922, se le hace la primera dotación de ejidos al pueblo de San Juan de Aragón con una extensión de 1074 hectáreas (Senties, 1991).
El 22 de febrero de 1962 se publicó en el Diario Oficial el decreto por el cual se expropiaron 885.39-82 hectáreas al ejido de San Juan de Aragón a favor del Departamento del Distrito Federal, mismas que se destinarían a la construcción de unidades habitacionales, así como un campo deportivo, conformado por áreas verdes, lagos artificiales y un zoológico que abastecieran de zonas de esparcimiento a las colonias ya establecidas y a los habitantes de las Unidades Habitacionales en construcción. Posteriormente se consideró la extensión territorial del Bosque para crear un parque de diversiones que, según decreto de 1963 emitido por el Departamento del Distrito Federal, fue de 278 hectáreas las cuales al incluir la superficie del zoológico le daban al Bosque una extensión total aproximada de 290 hectáreas. 
Y es finalmente el 20 de noviembre de 1964 que el presidente de la República Lic. Adolfo López Mateos inaugura el Bosque y el Zoológico de San Juan de Aragón. Posteriormente se llevó a cabo la construcción de una serie de cabañas para días de campo y el 28 de enero de 1972 fue inaugurado por el Jefe del Departamento del Distrito Federal Lic. Octavio Senties Gómez y Mario Moreno “Cantinflas” un teatro al aire libre y el 23 de diciembre del mismo año fue inaugurado el Centro de Convivencia Infantil (C.C.I.) “Sara Pérez de Madero”. Junto con el C.C.I. se construyeron instalaciones dedicadas a las actividades recreativas y deportivas, como fue el caso del Acuario, Delfinario y Balneario Público inaugurado en noviembre de 1974 y el 18 de agosto de 1973 se abrió un Lienzo Charro “Carlos Rincón Gallardo”, fundado por Javier Maicot y Adolfo Desentis como parte de una concesión a particulares, situado en la parte oriental del Bosque.

## Flora y fauna
La flora del bosque de San Juan de Aragón se encuentra conformada por:
- Eucaliptos, como el Eucalyptus camaldulensis y el Eucalyptus globulus.
- Casuarinas, siendo la Casuarina equisetifolia la que se encuentra mayormente en comparación con los eucaliptos.
- Otras especies que se encuentran en menor número, como los pirules, fresnos y truenos. Sin embargo, estas especies a pesar de haber alcanzado gran talla, han estado sometidas, sobre todo en los últimos años, a una fuerte presión ambiental.

El bosque alberga diversos animales, los más representativos son aves las cuales contribuyen en la polinización y la dispersión de las semillas de las plantas, a la fecha se han podido registrar 106 especies de aves, entre ellas se encuentran el zanate mexicano, (Quiscalus mexicanus) pato real, monjita, pato tepalcate, garzón blanco, colibríes, chara verde, primavera, carpintero, cardenalito, gorrión mexicano, gorrión inglés, chara azul, calandria, coconita, chorlito, dominico entre muchas otras. 
Además de las aves existe una riqueza diversa de mariposas, tortugas, sapos, peces, lagartijas y caracoles de jardín.
En el lago se pueden encontrar varias especies de tilapia y guppy silvestre y en los árboles es común ver a la ardilla gris mexicana, que en México es identificada como la ardilla común y que es abundante no sólo en la zona, sino también en gran parte del país.

## Humedales
El Bosque de Aragón alberga dos humedales artificiales diseñados por el Grupo Académico Interdisciplinario Ambiental de la Universidad Nacional Autónoma de México. En conjunto, estos humedales artificiales contribuyen eficazmente a la depuración y el mejoramiento de la calidad del agua del Lago del Bosque de San Juan de Aragón. 
El Humedal de Abanico, creado en 2011, cuenta con una superficie de 8,130 metros cuadrados y tiene la capacidad de filtrar 2,500 litros de agua al día. El segundo humedal, conocido como Humedal Tipo Caracol, fue construido en 2019. Este sistema, con una superficie de 3,108 metros cuadrados, filtra una cantidad considerablemente mayor de agua, alcanzando los 140,000 litros diarios.

## Zonificación
La zonificación se basa en el potencial de las distintas zonas del Bosque, observadas durante la etapa de análisis – diagnóstico, vinculación y dosificación de las actividades y servicios para una mejor lectura del espacio y propiciar el uso en todo el espacio del BSJA. Se definen las siguientes zonas:
- Zona 1. Zona recreativa - Cultural.
- Zona 2. Zona Temática y Sensibilización.
- Zona 3. Zona recreativa de Esparcimiento.
- Zona 4. Zona Deportiva de Bajo Impacto.
- Zona 5. Zona Administrativa - Operación.
- Zona 6. Zona del Lago.

A estas zonas y actividades generales se suman otros elementos que articulan, ligan y contienen diferentes espacios, dentro de la cual se conforma como la zona 7, sus componentes son:
1. Perímetro
2. Accesos
3. Circulaciones
4. Cinturón verde
5. Nodos
6. Miradores
7. Restaurante

### Zona Recreativa - Cultural
Se localiza en la porción norponiente y centro del BSJA; comprende 34.39 ha. es decir, el 21.2 % de la superficie total.
Esta zona se caracteriza por ser una de las más consolidadas dentro del conjunto. En lo referente a actividades e intensidad de uso, cuenta con infraestructura a rehabilitar y tiene muy buena accesibilidad por estar directamente relacionada con la vialidad de acceso al zoológico de San Juan de Aragón. Por esas razones se enfoca a actividades educativas, culturales y continuar con el carácter recreativo que tiene.
La comunidad de corredores en la zona ha creado una pista de aproximadamente 5 km, y circunda el bosque de San Juan de Aragón, donde puede observar la flora y fauna de la zona como ardillas y eucaliptos durante todo el recorrido. En el trayecto se pueden encontrar negocios que vende bebidas energéticas, así como grupos de yoga masajes, taichí, y grupos de la tercera edad. Es un espacio de esparcimiento recreativo para toda la familia de 6 a 19 h. Además, es resguardado por personal de seguridad pública.

### Zona Temática y Sensibilización
Se localiza en la parte poniente del BSJA; cuenta con 26.54 ha.; es decir, el 16.4 % de la superficie total.
Esta zona tiene una intensidad media en lo referente a su uso, por su cercanía con los accesos 1, 2 y 9; además, es una de las más conservadas en cuanto a la estructura forestal. Está directamente relacionada con la estructura de circulación interna actual, lo que le da buena comunicación con las demás zonas.

### Zona Recreativa de Esparcimiento
Cuenta con una superficie de 47.02 ha. es decir, el 29 % de la superficie total, divididas en dos porciones. La primera se localiza en la parte norte del conjunto y la segunda parte se localiza en la zona sur y sur-poniente del conjunto y comprende zonas arboladas y zonas de claros principalmente.

### Zona Deportiva de Bajo Impacto
Se localiza en la zona oriente del conjunto, comprende 33.07 ha, es decir, el 20.4 % de la superficie total. Esta superficie comprende zonas forestadas y zonas de claros.
La estructura forestal en esta zona se presenta una mayor densidad en la zona sur y un número mayor de claros en la parte norte. Está directamente relacionada con la estructura de circulación interna actual, lo que le da buena comunicación con las demás zonas.

### Zona Administrativa - Operación
Se localiza en la zona oriente del conjunto, abarca 8.58 ha es decir, el 5.3 % de la superficie total.
Esta zona tiene una intensidad baja en lo referente a su uso y actualmente concentra algunas instalaciones operativas del BSJA.

### Zona del Lago
Se localiza en la zona centro del conjunto, comprende la vía del tren escénico, estación del tren y embarcadero. Comprende una extensión de 12.39 ha es decir, el 7.6 % de la superficie total.
Está es la liga entre la estación del Metro ‘Bosque de Aragón’ y el zoológico de San Juan de Aragón y por el atractivo que representa el cuerpo de agua en sí mismo y es el eje de composición dentro del conjunto, por su importancia y por las zonas que atraviesa.

### Cinturón forestal, accesos y circulaciones

#### Perímetro
Se refiere al límite físico del BSJA, y comprende la banqueta, luminarias urbanas, arbolado de alineamiento y barda.
Proporciona y relaciona la imagen del BSJA con la estructura urbana, brinda identidad y legibilidad dentro del contexto.

#### Accesos
Se clasifican en peatonales y mixtos, comprenden rejas y casetas de control. Comunican a otros espacios como el zoológico de San Juan de Aragón y al STC. Al interior se conectan con la circulación primaria formando nodos que articulan y distribuyen a todas las zonas del conjunto.

#### Circulaciones
La estructura se compone de nueve accesos que entroncan de forma radial a un circuito central principal formando nodos de distribución. Dicho circuito conecta todas las zonas y actividades.

#### Cinturón verde
Se refiere a la estructura forestal que existe actualmente, se incrementará la masa forestal identificándose como un gran cinturón verde el cual reestructura las zonas y las actividades propuestas para cada zona. Se incluye un segundo cinturón, que se localiza en la mayor parte del contorno del Lago, el cual contribuirá para aislar y contener al mismo tiempo por medio de una barrera verde y generar visuales escénicas cercanas y lejanas que eleven la calidad de imagen del lago.

#### Nodos
En las intersecciones viales que forman parte de la estructura interna se incluyen nodos de distribución, que organizan las actividades comerciales y de servicio.